# Rose Marie
Rose Marie Mazzetta (Nueva York, 15 de agosto de 1923-Van Nuys, Los Ángeles, 28 de diciembre de 2017) fue una actriz, comediante y cantante estadounidense veterana de vodevil, con una carrera que abarcó nueve décadas y que incluían películas, radio, discos, teatro, clubes nocturnos y televisión. Presentada siendo una niña, tuvo éxito en su carrera como cantante llamándose Baby Rose Marie. Como adulta, fue una de las primeras estrellas que era conocida por sus primeros nombres.
Ampliamente conocida por su papel en el programa de comedia de televisión "The Dick Van Dyke Show" (1961-1966) (El show de Dick Van Dike) transmitido por la CBS, donde interpretó a Sally Rogers "quién fue mano a mano en el mundo de un hombre". Después interpretaría a Myrna Gibbons en "The Doris Day Show" (El Show de Doris Day), y a la panelista en el show de juegos, "The Hollywood Squares".
Se le hizo una película tipo documental en el 2017 llamado Wait for Your Laugh (Espera tu risa) con entrevistas con coestrellas que incluyeron a Carl Reiner, Dick Van Dyke, Peter Marshall y Tim Conway.

## Primeros años
Rose Marie Mazzeta nació el 15 de agosto de 1923 en Manhattan, Nueva York, hija del actor de vodevil Frank Mazzeta, de ascendencia italiana, quién tomaría el nombre de Frank Curley, y Stella Gluszcak, de ascendencia polaca.
Actuó en la inauguración nocturna del Flamingo Hotel en Las Vegas, Nevada, construido por Siegel. Tuvo peso de su fama de una cantante infantil, de fines de 1929 a 1934, teniendo su propio show de radio, con numerosas grabaciones y fue presentada en un número en películas de la Paramount y en cortos. Continuó apareciendo en películas a través de mediados los años 1930, haciendo cortos y actuación en la película International House (1933) con W.C. Fields para Paramount.
Cuando entró a la edad adulta, Rose Marie aseguró trabajo en el Flamingo Hotel & Casino cuando este se inauguró en 1946. De acuerdo a su autobiografía, "Hold The Roses" (Abraza las rosas), fue asistida en su carrera por muchos miembros del crimen organizado, incluyendo a Al Capone y Bugsy Siegel.

## Grabaciones
En 1929 con cinco años de edad, grabó un cortometraje sonoro en un vitáfono titulado Baby Rose Marie, la Niña Maravilla. Entre 1930 y 1938 hizo 17 grabaciones, tres de ellas no fueron emitidos. Su primera grabación emitida fue grabada el 10 de marzo de 1932, siendo acompañada por Fletcher Henderson's band, uno de los principales orquestas africanas de Jazz de ese momento. De acuerdo a Henderson, la bio-discografía por Walter C. Allen, Henderson y la banda fueron a los estudios Victor a grabar cuatro canciones ese día y se les pidió que acompañaran a Baby Rose Marie, leyendo de un arreglo.
Su grabación de "Say That You Were Teasing Me" (respaldada con "Take a Picture of the Moon", Victor 22960) también presentaba a la Orquesta de Henderson siendo un hit nacional en 1932. De acuerdo a Joel Whitburn el creador de Billboard, Rose Marie fue la última sobreviviente animadora que tuvo un hit en las listas antes de la Segunda Guerra Mundial.

## Televisión
En la temporada 1960-1961, Rose Marie tuvo un coesterlar con Shirley Bonne, Elaine Stritch, Jack Weston, Raymond Bailey y Stuby Kaye en la comedia de la CBS My Sister Eileen. Era Bertha, una amiga de las hermanas Sherwood: Ruth una escritora de revistas interpretada por Strich y Eileen, una aspirante a actriz interpretada por Bonne.
Después de cinco temporadas (1961-1966) como Sally Rogers en The Dick Van Dyke Show, Rose Marie fue coestelar en dos temporadas (1969-1971) en la CBS con The Doris Day Show como Doris Martin amiga y compañera de trabajo, Myrna Gibbons. apareció en dos episodios de la serie de la NBC The Monkees a mediados de los años 1960. Más tarde tendría un lugar semi-regular en el centro superior de la versión original de The Hollywood Squares, junto a su gran amigo y coestrella Dick Van Dyke, Morey Amsterdam. Apareció en ambas versiones de 1986 y 1998 en que fueron revividas esta serie.
Rose Marie actuó en tres episodios entre 1966 y 1967 en The Dean Martin Show una serie de variedades de la NBC y también en dos ocasiones (1964 y 1968) en The Hollywood Palace de la ABC.
A mediados de los años 1970, fue retratada como Hilda, la que compraba donas frescas, hacía café para el equipo y proporcionaba algún relajamiento cómico en el drama policial S.W.A.T.
A principios de los años 1990 tuvo el papel de la madre de Frank Fontana en la comedia de la CBS Murphy Brown. Apareció como la madre dominante de Roy Biggins, Eleanor "Bluto" Biggins, en un episodio de la serie de televisión Wing (Alas). Rose Marie y Morey Amsterdam aparecieron juntos en octubre de 1993 en un episodio de Herman's Head como invitados en febrero de 1996 en un episodio de esta comedia de la NBC Caroline in the City, un corto tiempo antes de la muerte de Amsterdam en octubre de ese año.
Apareció con los miembros sobrevivientes del Show de Dick Van Dyke en una reunión especial en 2004. Rose Marie estuvo especialmente cerca con el actor Richard Deacon de ese espectáculo le ofreció su habitación que había sido de su esposo fallecido en 1964, dado que los dos hombres eran de peso y talla similar.

## Teatro
Rose Marie apareció enfrente de Phil Silvers en el show de Broadway Top Banana en 1951. Apareció también en 1954 en la adaptación de la película en 1954. Sus números musicales fueron cortados de la película como represalias por su publicidad rechazando los acosos sexuales del productor. Cerca del fin de su vida, testificó que fue la única vez que tuvo una experiencia de acoso sexual en la industria del entretenimiento en sus 90 años de carrera.
De 1977 a 1985, Rose Marie fue coestelar con Rosemary Clooney, Helen O'Connell y Margaret Whiting en la revista musical 4 Girls 4 con giras en los Estados Unidos y apariciones en televisión en varias veces.
Fue la celebridad invitada como huésped de una comedia musical: Grandmas Rock!, escrita por Gordon Durich. Originalmente transmitidas en radio en 2010 por KVTA y KKZZ, y retransmitida en KVTA y KKZZ otra vez en septiembre del 2012 en honor al Día Nacional de los Padres. Un CD de este show fue también producido, presentando audios del Show de Dick Van Dyke.

## Vida personal
Rose Marie estuvo casada con el trompetista Bobby Guy de 1946 hasta su muerte en 1964. La pareja tuvo una hija, Georgiana.

## Muerte
Rose Marie murió el 28 de diciembre de 2017, en Van Nuys, California a los 94 años.

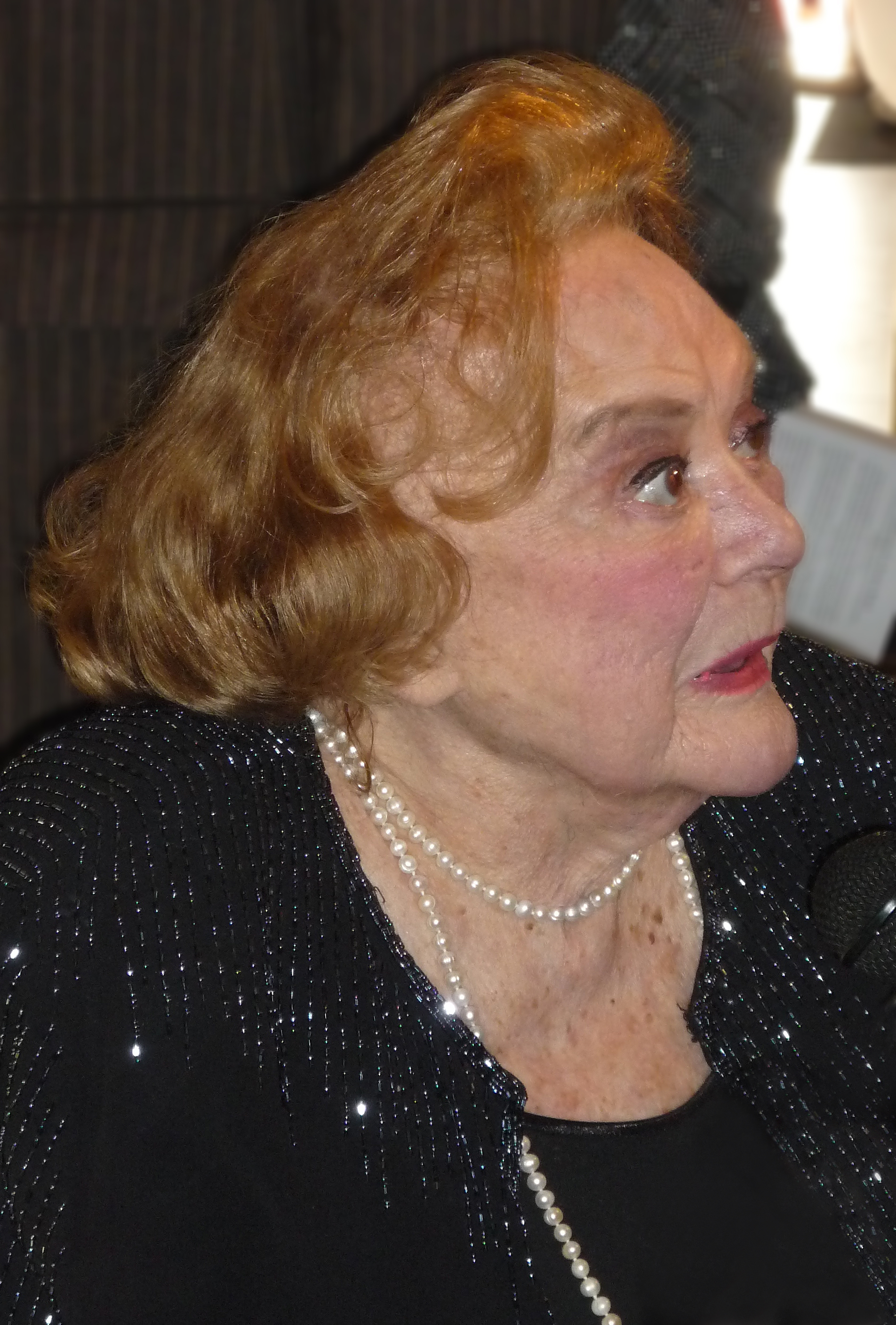
Rose Marie en 2010

## Televisión
- The Dick Van Dyke Show
- El Virginiano: Capítulo "La Dama de Wichita" (6x03) (1967)
- S.W.A.T. (Serie TV)

## Filmografía
- International House (1933)
- Sally Swing (1938)
- Top Banana (1954)
- The Big Beat (1958)
- Don't Worry, We'll Think of a Title (1966)
- Dead Heat on a Merry-Go-Round (1966)
- Memory of Us (1974)
- The Man from Clover Grove (1975)
- Bruce's Deadly Fingers (1976)
- Cheaper to Keep Her (1980)
- Lunch Wagon (1981)
- Witchboard (1986)
- Sandman (1993)
- Psicosis (1998)
- Lost & Found (1999)
- Shriek If You Know What I Did Last Friday the Thirteenth (2000)
- Surge of Power: The Stuff of Heroes (2004)
- Forever Plaid (2008)

## Cortas presentaciones
- Baby Rose Marie the Child Wonder (1929)
- Rambling 'Round Radio Row #4 (1932)
- Back in '23 (1933)